# 根囊鞭菌属
根囊鞭菌属是新美鞭菌门新美鞭菌科真菌的一属。其学名中的-myces来自古希腊语词根mykēs（真菌），Orpino-系为纪念美国微生物学者C.G. Orpin，他是新美鞭菌门真菌的最早发现者。本属的特点是在根状菌丝体上产生孢子囊，故中文名为“根囊鞭菌属”。